# Іванківська селищна рада
Іва́нківська се́лищна ра́да — адміністративно-територіальна одиниця та орган місцевого самоврядування в Вишгородському районі Київської області. Адміністративний центр — селище міського типу Іванків.

## Загальні відомості
- Територія ради: 120 км²
- Населення ради: 11 780 осіб (станом на 2001 рік)
- Територією ради протікає річка Тетерів

## Населені пункти
Селищній раді підпорядковані населені пункти:
- смт Іванків
- с. Болотня
- с. Запрудка
- с. Федорівка

## Склад ради
Рада складається з 30 депутатів та голови.
- Голова ради: Поліщук Олександр Михайлович
- Секретар ради: Салій Ольга Станіславівна

### Керівний склад попередніх скликань
| Прізвище, ім'я, по батькові  | Основні відомості                                  | Дата обрання | Дата звільнення |
| ---------------------------- | -------------------------------------------------- | ------------ | --------------- |
| Андрієвська Лідія Павлівна   | Селищний голова, 1954 року народження              | 26.03.2006   | 31.10.2010      |
| Поліщук Олександр Михайлович | Селищний голова, 1969 року народження, освіта вища | 31.10.2010   |                 |

Примітка: таблиця складена за даними сайту Верховної Ради України

### Депутати
За результатами місцевих виборів 2010 року депутатами ради стали:

#### За суб'єктами висування
| Суб'єкт висування                                       | Кількість обраних депутатів | %    |
| ------------------------------------------------------- | --------------------------- | ---- |
| Самовисування                                           | 22                          | 73,3 |
| Політична партія Всеукраїнське об'єднання «Батьківщина» | 3                           | 10   |
| Соціалістична партія України                            | 3                           | 10   |
| Політична партія «Сильна Україна»                       | 1                           | 3,3  |
| Політична партія «Фронт Змін»                           | 1                           | 3,3  |

#### За округами
| № округу                                                | Прізвище, ім'я, по батькові         | Дата визнання обраним | Освіта             | Партійна приналежність                                   | Відомості про обраного депутата                             |
| ------------------------------------------------------- | ----------------------------------- | --------------------- | ------------------ | -------------------------------------------------------- | ----------------------------------------------------------- |
| Політична партія Всеукраїнське об'єднання «Батьківщина» |                                     |                       |                    |                                                          |                                                             |
| 1                                                       | Глущенко Марина Володимирівна       | 01.11.2010            | вища               | позапартійна                                             | Іванківський хлібзавод, формувальник                        |
| 7                                                       | Дударенко Дмитро Олександрович      | 14.11.2010            | середня            | член Всеукраїнського об'єднання «Батьківщина»            | пенсіонер                                                   |
| 18                                                      | Ласкавий Михайло Юрійович           | 01.11.2010            | вища               | член Всеукраїнського об'єднання «Батьківщина»            | ЦРЛ, лікар                                                  |
| Політична партія «Сильна Україна»                       |                                     |                       |                    |                                                          |                                                             |
| 12                                                      | Семак Анатолій Якович               | 01.11.2010            | вища               | член Політичної партії «Сильна Україна»                  | фізична особа-підприємець                                   |
| Політична партія «Фронт Змін»                           |                                     |                       |                    |                                                          |                                                             |
| 21                                                      | Гультайчук Вікторія Аркадіївна      | 01.11.2010            | вища               | член Політичної партії «Фронт Змін»                      | тимчасово не працює                                         |
| Соціалістична партія України                            |                                     |                       |                    |                                                          |                                                             |
| 10                                                      | Коваленко Валентина Володимирівна   | 01.11.2010            | вища               | позапартійна                                             | Іванківська РДА, начальник відділу                          |
| 20                                                      | Томаш Олег Миколайович              | 01.11.2010            | вища               | позапартійний                                            | ПП «Штифуряк», інженер                                      |
| 24                                                      | Мухін Володимир Михайлович          | 01.11.2010            | вища               | член Соціалістичної партії України                       | Управління пенсійного фонду, начальник                      |
| Самовисування                                           |                                     |                       |                    |                                                          |                                                             |
| 2                                                       | Тимошаров Володимир Васильович      | 01.11.2010            | середня            | позапартійний                                            | фізична особа-підприємець                                   |
| 3                                                       | Костюченко Борис Володимирович      | 01.11.2010            | середня            | член Партії регіонів                                     | пенсіонер                                                   |
| 4                                                       | Скороход Анатолій Миколайович       | 01.11.2010            | вища               | член Партії регіонів                                     | фізична особа-підприємець                                   |
| 5                                                       | Дударенко Ірина Іванівна            | 01.11.2010            | вища               | позапартійна                                             | Запрудська загальноосвітня школа, вчитель                   |
| 6                                                       | Вишняк Галина Василівна             | 01.11.2010            | вища               | позапартійна                                             | Запрудська загальноосвітня школа, вчитель                   |
| 8                                                       | Недорода Віктор Опанасович          | 01.11.2010            | вища               | позапартійний                                            | ТОВ «Елан», спеціаліст                                      |
| 9                                                       | Воробей Тетяна Петрівна             | 01.11.2010            | вища               | позапартійна                                             | Іванківське управління юстиції, державний нотаріус          |
| 11                                                      | Ляшевич Олег Олександрович          | 01.11.2010            | вища               | член Єдиного Центру                                      | фізична особа-підприємець                                   |
| 13                                                      | Полюлях Євгеній Анатолійович        | 01.11.2010            | вища               | член Політичної партії "Політичне об'єднання «Пряма дія» | тимчасово не працює                                         |
| 14                                                      | Волочай Едуард Петрович             | 01.11.2010            | вища               | член Політичної партії "Політичне об'єднання «Пряма дія» | фізична особа-підприємець                                   |
| 15                                                      | Салій Ольга Станіславівна           | 01.11.2010            | вища               | член Соціалістичної партії України                       | Іванківське УП та СЗН, начальник відділу                    |
| 16                                                      | Андрусик Оксана Іванівна            | 01.11.2010            | вища               | член Партії регіонів                                     | тимчасово не працює                                         |
| 17                                                      | Волочай Михайло Харитонович         | 01.11.2010            | середня            | член Комуністичної партії України                        | пенсіонер                                                   |
| 19                                                      | Ягодинський Анатолій Борисович      | 01.11.2010            | вища               | член Політичної партії "Політичне об'єднання «Пряма дія» | Охорона фірма «Класика захисту», директор                   |
| 22                                                      | Крижановський Володимир Віталійович | 14.11.2010            | середня спеціальна | член Політичної партії "Політичне об'єднання «Пряма дія» | тимчасово не працює                                         |
| 23                                                      | Мараченко Наталія Володимирівна     | 01.11.2010            | вища               | позапартійна                                             | Іванківська загальноосвітня школа № 2, вчитель              |
| 25                                                      | Дейнеко Микола Іванович             | 01.11.2010            | середня            | член Партії регіонів                                     | Іванківське СДАП «Держагролісгосп», інженер техніки безпеки |
| 26                                                      | Лапенко Василь Васильович           | 01.11.2010            | середня            | позапартійний                                            | фізична особа-підприємець                                   |
| 27                                                      | Сидоренко Володимир Петрович        | 01.11.2010            | вища               | член Політичної партії "Політичне об'єднання «Пряма дія» | тимчасово не працює                                         |
| 28                                                      | Шемякін Володимир Іванович          | 01.11.2010            | вища               | позапартійний                                            | ВАТ «Промінь», голова правління                             |
| 29                                                      | Ковальчук Руслан Миколайович        | 01.11.2010            | середня            | член Політичної партії "Політичне об'єднання «Пряма дія» | ЦРЛ, фельдшер швидкої допомоги                              |
| 30                                                      | Гасич Олександр Петрович            | 01.11.2010            | середня            | позапартійний                                            | Настоятель храму с. Оране                                   |